# 姚官屯站
姚官屯站是一个京沪铁路上的铁路车站，位于河北省沧州市沧县姚官屯镇，建于1910年，目前为四等站。现已不办理客运业务；货运：办理整车货物发到；不办理危险货物发到。

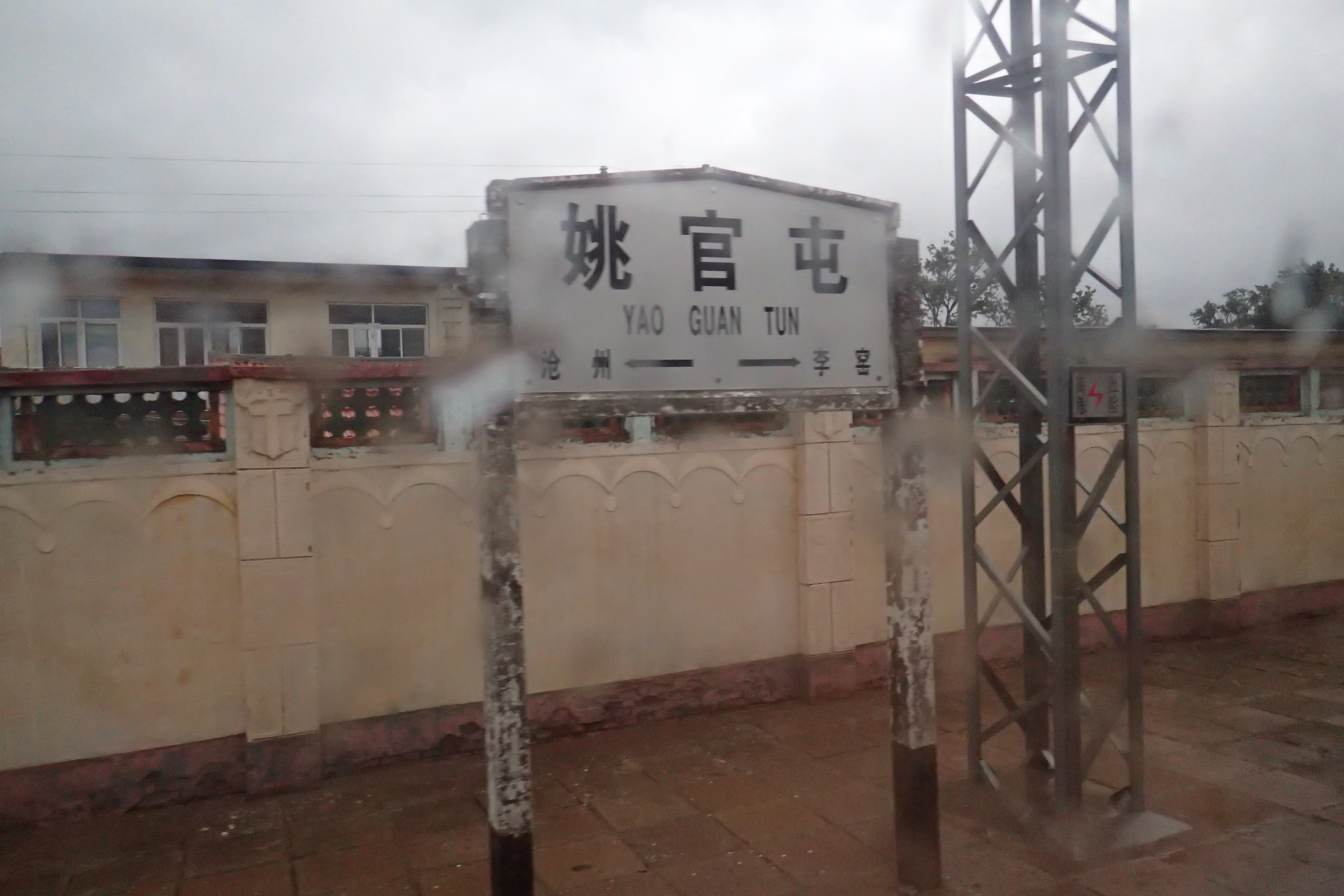
车站站牌